# SeaMade
SeaMade is een windpark dat sinds 2020 elektriciteit produceert in het Belgisch deel van de Noordzee, tussen de Lodewijkbank en Blighbank op 40 à 54 kilometer uit de kust van Oostende. Het is een samenvoeging van de voormalige Seastar- (252 MW) en Mermaid- (235 MW) projecten. SeaMade bestaat derhalve uit twee zones, de Seastar-zone en de Mermaid-zone. Hier staan in totaal 58 Siemens-turbines met een totale capaciteit van 487 MW. Het park was het achtste project in de Belgische Noordzee en het tweede Otary project. Eneco Wind Belgium heeft een belang van 12,5% in SeaMade, ENGIE Electrabel heeft 17,5% van de aandelen en en Otary de resterende 70%.

## Seastar
Seastar was een Belgisch consortium van Electrawinds en de divisie Power@Sea van de baggergroep Deme dat een windmolenpark wilde bouwen in de Noordzee.

### Geschiedenis van Seastar
De aanloop voor dit windmolenpark was moeilijk. In april 2011 werd de concessie voor de tweede maal ingetrokken. In februari 2011 merkte de Raad van State op dat de concessie niet verenigbaar was met een vergunning voor de aanleg van onderzeese kabels die voor hetzelfde gebied werd verleend. In maart 2014 werd alsnog een bouw- en exploitatievergunning toegewezen voor Seastar.
Met de verleende vergunningen kon Seastar de bouwplannen concretiseren en de financiering van het project afronden. Seastar streefde ernaar het park in 2018 in gebruik te nemen en de totale investering werd geraamd op € 910 miljoen.